# Спарапет

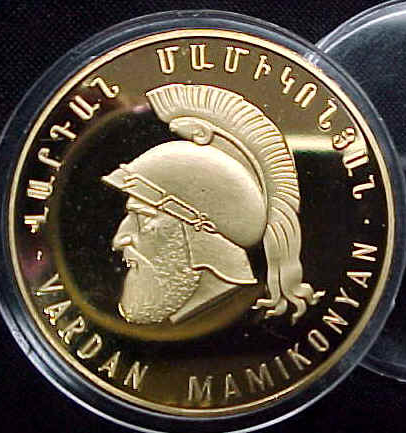
Спарапет Вардан Мамиконян

Спарапет (арм. Սպարապետ) — древнеармянское воинское звание (затем почётный титул), обозначающее должность верховного главнокомандующего войском. Возникло во II веке до н. э.. Должность эта была наследственной в роде Мамиконянов не только при Аршакидах, но и в марзпанский период. Как главнокомандующие всеми военными силами страны Мамиконяны пользовались особым авторитетом и имели большой политический вес. Со второй половины VIII века должность спарапета стала наследственной в роде Багратуни.

## Список спарапетов
При царе Хосрове III спарапетом был Ваче Мамиконян, при Тиране — сын Ваче, Артавазд; при Аршаке прославился в той же должности знаменитый Васак, а при Папе — Мушег. Преемник Папа, Вараздат, ставленник римского императора, желая лишить могущества князей Мамиконянов, убил Мушега и передал спарапетство Бату из рода Сахаруни, но потомок Мамиконянов, Манвел, сумел отстоять фамильное право, опять захватил спарапетство, которое перешло потом к сыну его Арташиру. В период марзпанства то же самое звание продолжали носить Мамиконяны в лице известных князей Вардана, Ваана и Варда.
| Царь Армении      | Спарапет Армении                | Год          |
| ----------------- | ------------------------------- | ------------ |
| Трдат III Великий | Артавазд Мандакуни              | 303—330 годы |
| Хосров III Котак  | Ваче Мамиконян                  | 330—339 годы |
| Тиран             | Артавазд Мамиконян              | 339—350 годы |
| Аршак II          | Васак Мамиконян Мушех Мамиконян | 350—367 годы |
| Пап               | Гнел                            | 367—374 годы |
| Вараздат          | Манвел Мамиконян                | 374—378 годы |
|                   | Амазасп Мамиконян               | 430—440 годы |
|                   | Вардан Мамиконян                | 450—451 годы |
|                   | Ваан Мамиконян                  | 480—506 годы |
|                   | Теодорос Рштуни                 | 641—658 годы |
| Ашот Багратуни    | Смбат Багратуни                 | 885 год      |
|                   | Смбат Спарапет                  | 1226—1276    |

## Фильм
В 1978 году киностудии «Арменфильм» и «Мосфильм» выпустила в прокат фильм «Звезда надежды», созданный по мотивам исторического романа «Мхитар Спарапет» Серо Ханзадяна, о героической борьбе Мхитара Спарапета и Давид-Бека с персами и османами.